# オーストラリアの医療

OECD各国の一人あたり保健支出（青は公的、赤は私的）

OECD各国の財源別保健支出。
水色は政府一般歳出、紫は社会保険、赤は自己負担、橙は民間保険、緑はその他

オーストラリアの医療（オーストラリアのいりょう、Health care in Australia）は公営と民間組織の両者が存在し、保健省（オーストラリア）が国家健康政策を決定し、その実施は各州政府が担っている。豪州では1984年よりユニバーサルヘルスケアが達成されており、一般税収を原資とした公費負担医療メディケア（Medicare）が実施され、また民間の医療機関も存在する。なお豪州には社会保険制度は存在しない。
Medicare制度は所得に課される1.5%のメディケア税を原資としており、また政府一般税収も投入されている。民間保険に加入していない高収入者は、メディケア税が更に1%課される。またMedicareとは独立して薬剤補助スキーム（PBS）が存在し、処方薬費用の一部が補助される。

## 保健状態

医療・福祉関係職の就業者比率（成人人口比。2011年国勢調査による）

豪州は平均して、人口322人あたり1人の医師、人口244人あたり1病床が存在する（2005-2006年）。国勢調査によれば、70,200人の医療従事者（医師および専門技師）、257,200人の看護師が就業中である（2011年）。
平均余命は世界でも上位国であり、WHOの2013年疾病負荷（Global burden of disease）では、豪州は世界3位の平均余命であった。2005年の出生時平均余命は、男性が78.5歳、女性が83.3歳であった。2006年の人口千人あたり死亡率は、男性12.8、女性6.5であった。2006年の乳児死亡率は1000人あたり5.0人であった。栄養失調の人口は2.5%以下であった（2002-2004年）。
主要な死因は、虚血性心疾患、脳血管障害、認知症、アルツハイマー病、気管支肺がん、慢性閉塞性肺疾患であった（2011年）。総合診療医に受診している者の半数以上は、心臓病、がん、糖尿病といった慢性疾患であった。
課題としては、豪州で広まりつつある慢性疾患は糖尿病で、毎年10万人のペースで増加している。平均して市民の5人に一人が2型糖尿病である。

## 医療制度
| 年度                                               | GDP比 (%) | 額 （百万豪ドル） |
| -------------------------------------------------- | --------- | ----------------- |
| 1981-82                                            | 6.3       | 10.8              |
| 1991-92                                            | 7.2       | 30.5              |
| 2001-02                                            | 8.4       | 63.1              |
| 2007-08                                            | 8.8       | 103.6             |
| 2008-09                                            | 9.0       | 114.4             |
| 2009-10                                            | 9.4       | 121.7             |
| 2010-11                                            | 9.3       | 131.6             |
| 2011-12                                            | 9.5       | 142.0             |
| 2012-13                                            | 9.7       | 147.0             |
| 2013-14                                            | 9.8       | 154.6             |
| 2014-15                                            | 10.0      | 161.6             |
| Source: Australian Institute of Health and Welfare |           |                   |

豪州はユニバーサルヘルスケアが達成されており、イギリス連邦諸国に倣ったプライマリケアおよび総合診療医（GP）システムを持つ。公的制度Medicareは1984年から施行されており、外来診療の一部補助と、入院治療の全額が補償される。Medicareは個人所得への2%程度の課税を原資としており（Medicare税）、一部は政府一般税収も投入されている。Medicare税は、低所得者は免除されるが、一方で高所得かつ民間医療保険に加入しない者には追加で1%が課税される。
公費負担率は以下によって変わる。公立病院での大部分の医療は、連邦政府が公費負担される。
1. サービス毎にMedicare Benefits Scheduleに基づく。典型的には、入院は100%、GP受診は75%、専門医受診は85%の費用がカバーされる。
2. 患者の公的扶助支給状況[13]
3. 患者が年間に支払った医療費が、設定されたしきい値を超えているかどうか[13]

医療の大部分は政府負担であるが、一括請求制度で受診している場合を除いて、患者は自己負担額を払わなければならない。とりわけ歯科、眼科、救急搬送はカバーされず、扶助受給のための低収入者カードを保持していなければ、その全額が自己負担となる。
またMedicare safety nets制度があり、Medicare医療費の年間自己負担額が一定額を超えると、その一部が払い戻される。

### 民間医療保険

OECD各国の民間医療保険種別。
橙は基礎的、水色は基礎分野の補完、緑はオプション的、紫はそれらの重複。

豪州の医療制度は、公的医療制度と民間医療保険が並立している。患者は民間医療保険に加入することもでき、民間保険からは自己負担部分が補償される。プランは様々で、一部サービスのみから全サービスを対象とするものもある。実際には民間保険で補償されても、患者には多少の自己負担部が残る。また混合診療が認められている。
政府は市民に対し、収入に応じて民間医療保険に入ることを推奨しており、保険料の一部（おおよそ3分の1）は所得税控除となる。高収入であるが民間保険に入らない者に対しては、メディケア重課税（Medicare Levy Surcharge）が更に1-1.5%が追加で課される。これによって民間保険加入者が公的医療制度に流入しないようにする施策が取られている。市民の約半数は民間医療保険にも加入している。
民間医療保険はいくつかが存在し、Health fundsと呼ばれている。最も市場シェアが大きいのはMedibankであり（シェア30%）、現在は民間営利企業である。Medibankは2009年までは政府公企業であったが、豪州2007年総選挙で、保守連合のジョン・ハワード政権は、それまでオーストラリア労働党ケビン・ラッド政権が反対していたMedibankの民間売却を実施した。
その他の民間保険会社も存在し、営利企業、非営利組織のそれぞれがあり、HCF Health Insurance、CBHS Health Fundなどがある。一部の保険会社は、加入者を地域限定していることもあり、西オーストラリア州のHBFが挙げられる。

### 薬剤補助スキーム
薬剤補助スキーム（PBS）は連邦政府が1948年より運営する処方薬費用の補助制度であり、Medicareとは独立している。PBSでは、処方薬費用が一定額以上（2014年では$36.9豪ドル）になると、その部分を公費負担する。一定額以下では補助はなく全額自己負担となる。また世帯での年間処方薬費用が一定額以上（2014年では$1421.2）となると、その年度は次回より処方薬の自己負担は$4.11のみになる。

## 保健事業

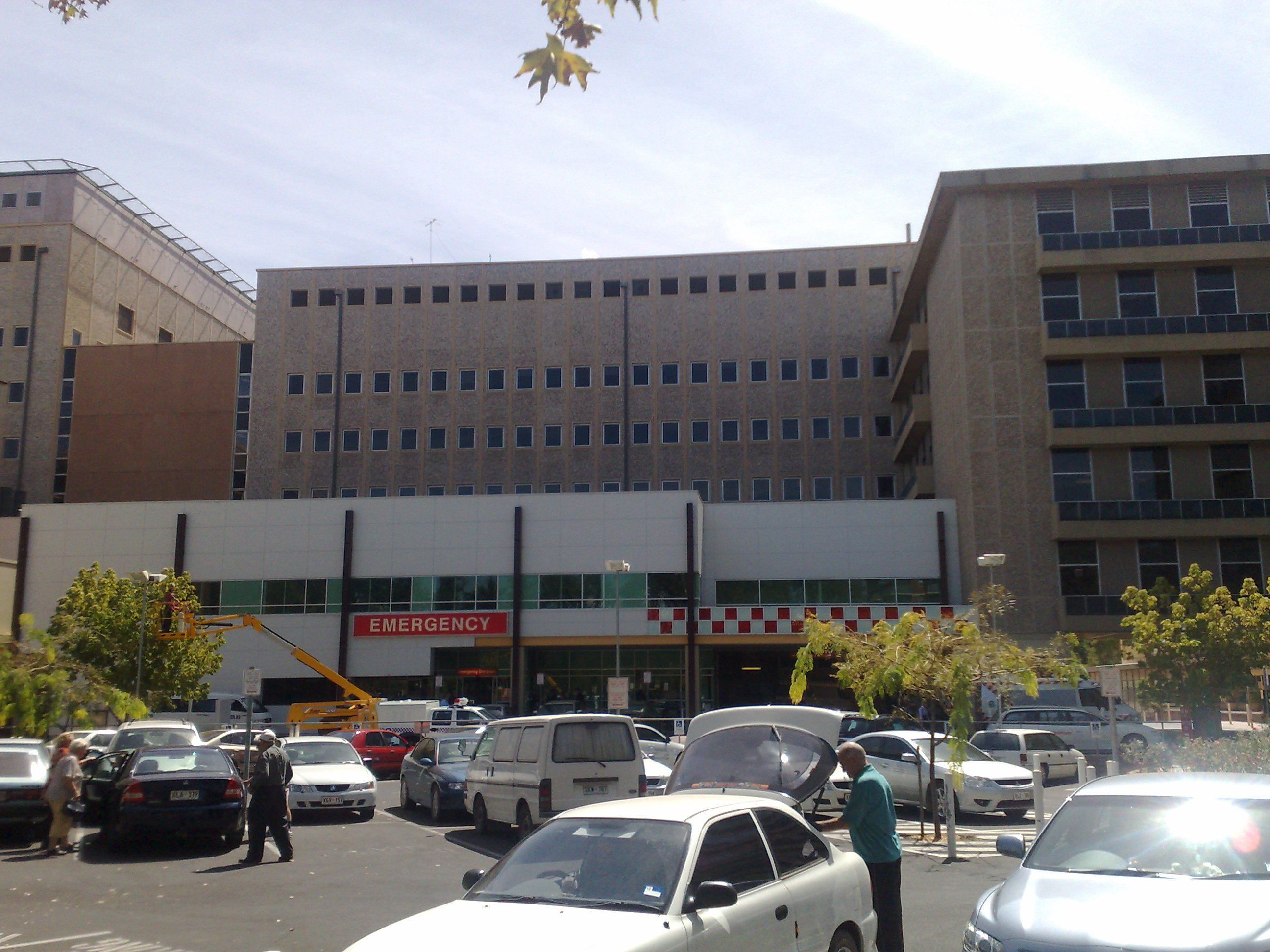
王立アデレード病院

### 連邦政府
Medicare制度、PBS制度は連邦政府が所管している。医療品規制は、政府機関のTherapeutic Goods Administration（TGA）が担っている。
国家予防接種プログラム（National Immunisation Program Schedule）があり、連邦政府の負担で無料で予防接種が受けられる。

### 州政府
公立病院の運営は州政府の責務である。

### 非政府組織
オーストラリア赤十字社は献血業務を担っている。

## 救急医療
救急搬送サービスは州政府が担っており、また西オーストラリア州およびノーザンテリトリーでは非営利団体St. John Ambulanceも活動している。航空救急も存在し、制度は州ごとに様々である。

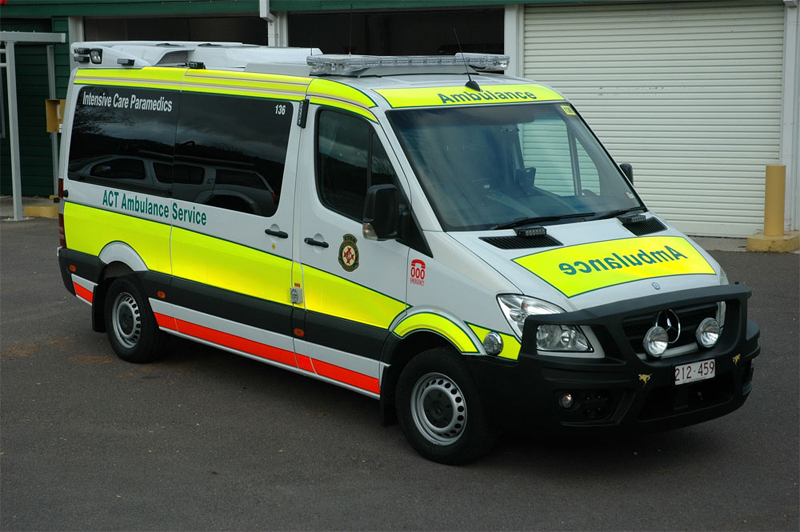
首都エリアでの救急車
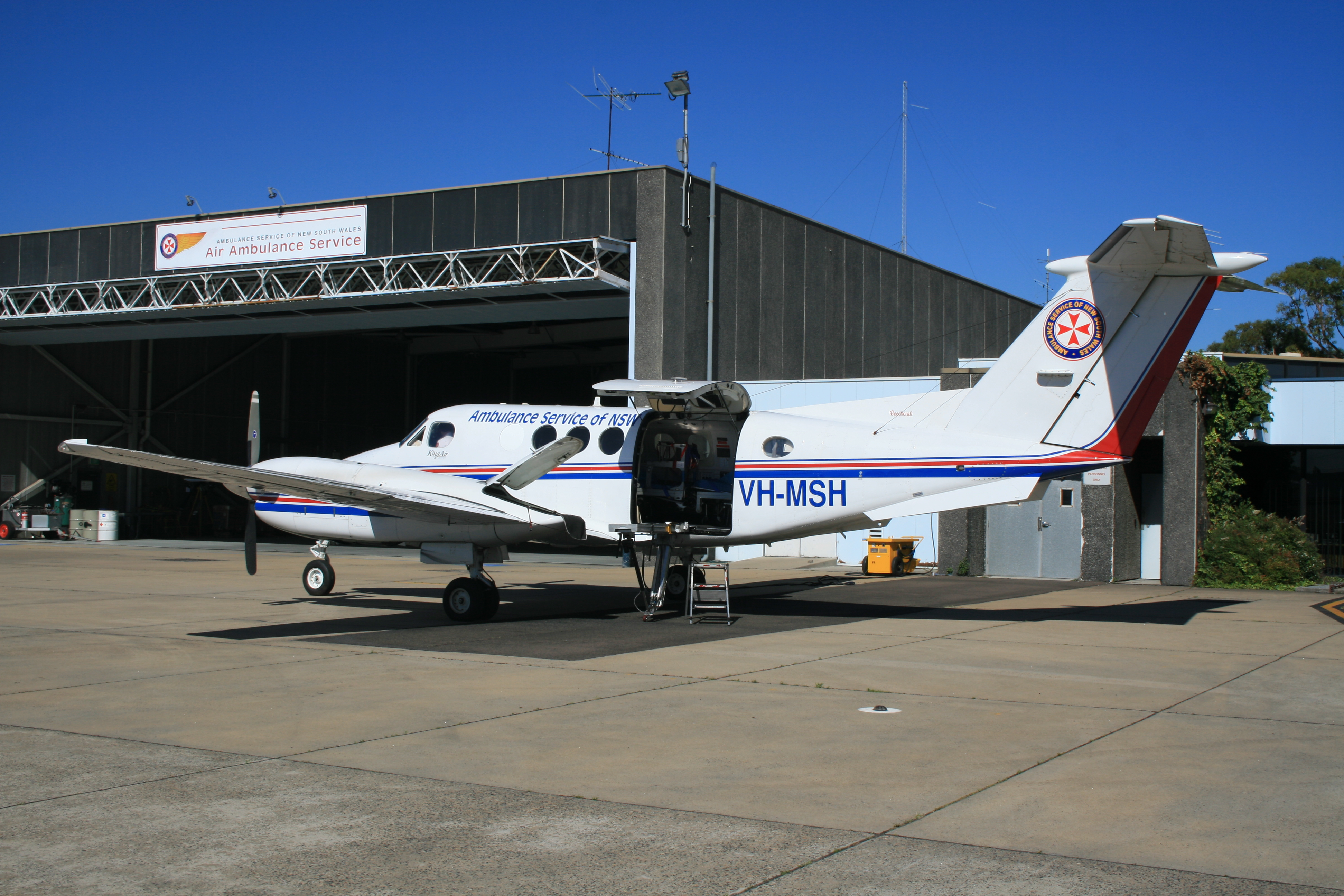
ASNSW（英語版） Aeromedical Super King Air
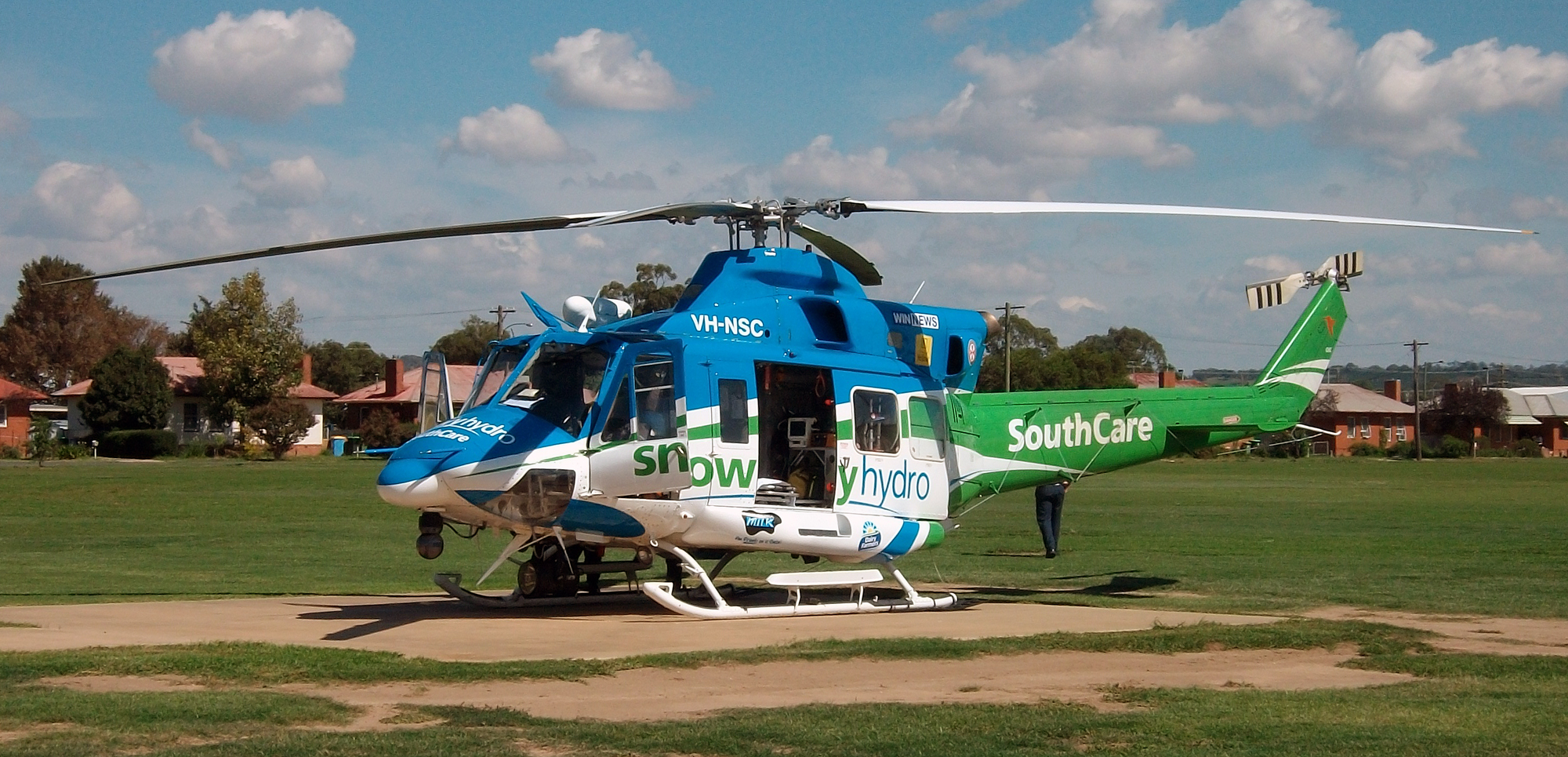
Snowy Hydro SouthCare（英語版） VH-NSC Bell 412 Helicopter

## 医療の質

OECD各国の平均入院日数（急性医療）

米国Commonwealth Fundによる、先進6カ国（英・米・独・豪・加・NZ）の医療制度比較調査によれば、「オーストラリアは、健康的生活では最上位であり、その他の指数でも1-2位であるが、しかし制度全体的な評価についてはイギリス、ドイツに次ぐ順位であり、ニュージーランドと同順、その下にはカナダが続き、下位に米国がある」と報告されている
公立病院の効率性も高く、平均入院日数は5.8日とOECD平均の7.9日よりも短い（2010年）。